# Egidius Streiff
Egidius Streiff (* 1967 in Jonen, Kanton Aargau) ist ein Schweizer Geiger und Musikproduzent.

## Leben und Wirken

### Musikalische Laufbahn
Streiff besuchte das Gymnasium Kloster Einsiedeln und war gleichzeitig Jungstudent bei Hansheinz Schneeberger in Basel. Später studierte er bei David Takeno in London, bei Adelina Oprean sowie bei Walter Levin und erlangte 1994 das Solistendiplom an der Musik-Akademie Basel. Darüber hinaus absolvierte er Meisterkurse bei Nathan Milstein. Ruggiero Ricci und György Kurtág. Streiff wirkte in verschiedenen Kammermusik-Ensembles mit, auch als Konzertmeister und als Gast beim SWR-Sinfonieorchester.
Streiff machte sich früh einen Namen mit Uraufführungen der für ihn komponierten Violinkonzerten von Wen Deqing, Lothar Voigtländer, Wang Xilin (mit dem China National Symphony Orchestra in Peking),  und Harry Crowl (mit dem Orquestra Sinfônica do Paraná in Brasilien). 2014 spielte er in Anwesenheit des Komponisten Klaus Huber in Panicale die Uraufführung der ursprünglichen Fassung von Intarsimile, Hubers letzter Komposition (2010). Auch die unveröffentlichten ursprüngliche Fassung der Violinsonate 1991 von Isang Yun wurde 2018 von Streiff an der Hochschule Karlsruhe uraufgeführt. Im Bereich der experimentelle Musik, so etwa mit Live-Elektronik, arbeitete er zum Beispiel im Duo „percussion strings“ mit der Schlagzeugerin Sylwia Zytynska zusammen.
Basierend auf der Zusammenarbeit mit Yun Isang und Wang Xilin initiierte Streiff mehrere Projekte zur Zusammenarbeit mit Musikern aus der DPR Korea. 2005 reiste er nach Pyöngyang und spielte mit nordkoreanischen Musikern Werke von Yun Isang und Arthur Honegger sowie erstmals das Violinkonzert Quasi una Fantasia op. 21 von Othmar Schoeck zusammen mit dem Yun Isang Orchestra Pyongyang. Dies führte 2008 zum musikalischen grenzüberschreitenden Pionierprojekt „pyöngyangklang“ (auch parallel worlds) unter der Schirmherrschaft von Bundesrätin Micheline Calmy-Rey: Musiker aus der DPRK erarbeiteten im Künstlerhaus Boswil zusammen mit Schweizer Musikern Werke von Klaus Huber, Isang Yun und Rico Gubler.
Es liegt eine umfangreiche Diskografie vor. Das Album Klaus Huber String quartets erhielt 2015 den Coup de Coeur der Akademie Charles Cros. Das Album Maximum Reger (6 DVDs unter Mitwirkung von Egidius Streiff) wurde 2018 vom BBC Music Magazine in der Kategorie „DVD of the Year“ ausgezeichnet.
Er spielt unter anderem auf einer Geige von Pietro Guarneri, genannt „ex-Hegner“, gebaut 1702.

### Produzent
Streiff betätigt sich mit seinem Label „streiffzug“ als Produzent von Aufnahmen befreundeter Musiker. So veröffentlichte er zum Beispiel Hansheinz Schneebergers Uraufführungen von Bartòks 1. Violinkonzert und dem 1. Violinkonzert von Frank Martin, oder Beethovens Hammerklaviersonate op. 106 gespielt von Jürg Wyttenbach. Er publizierte erstmals eine Aufnahme des Streichquartetts von Rudolf Serkin und eine zeitlaufbereinigte Version der Goldberg-Variationen, die Serkin für Welte-Mignon veröffentlichte.

### Lehrtätigkeit und Kulturpolitische Arbeit
Egidius Streiff unterrichtet Violine und Improvisation an Musikschulen Basel und Riehen der Musik-Akademie Basel. 1999 wurde er von Bernhard Wulff 1999 an das Festival Roaring Hooves eingeladen. Zwischen 2000 und 2010 unterrichtete er regelmässig am Music and Dance College Ulan Bator und spielte im Duo mit dessen späterem Direktor, dem Pianisten Sharavtseren Tserenjigmid. Mit ihm spielte er die Violinsonate Nr. 2 op. 121 von Robert Schumann für den Mongolischen Staatlichen Rundfunk ein. Später gründete er zusammen mit Tserenjigmid die Kuluun Foundation für den zentralasiatischen Austausch. Streiff war massgeblich an einem Wiederaufbau der Infrastruktur für Streichinstrumentenbau in der Mongolei beteiligt, indem er Kontakte zu den Geigenbauschulen in Brienz, Mittenwald und Cremona herstellte und jungen Geigenbauern Aufträge erteilte; die daraus resultierenden Instrumente werden seither an Mongolische Musikstudenten verliehen.

### Ausstellungen
Streiff organisierte Ausstellungen zu Adolf Busch (2009), Rudolf Serkin (2011) und Max Reger (2015) im Kunst Raum Riehen mit Exponaten u. a. aus der Sammlung der Gebrüder Busch Stiftung und der Reger Stiftung Karlsruhe. Dabei erhielt er auch Zugriff auf die Sammlung André Scheurer.

## Diskografie (Auswahl)
- Papa Bach. Egidius Streiff Violine solo. Werke von Zimmermann, Veress, Bartók, Bach, Isang Yun (en avant records; 1995)[2]
- Fantasie. Mit Suguru Ito, Klavier. Werke von Schumann, Fröhlich, Schönberg, Schubert (en avant records; 1998)[2]
- NOT12TON. Werke von Schönberg, Golyscheff, Itor-Kahn, Petrassi. Mit Mariana Doughty, Viola; Alfredo Persichilli, Violoncello (en avant records; 1999)[2]
- 6 Capricci. Werke von Paganini und Sciarrino (Streiffzug; 2013)
- Klaus Huber: Vol. 2 The String Quartets. Mit Daphné Schneider, Violine; Mariana Doughty, Viola; Walter Grimmer, Cello (Streiffzug; 2015)
- Maximum Reger. 6 DVD, Diverse Interpreten. Mit Egidius Streiff u. a. Sonate C-Dur Opus 72 / Opus 79d /  Sonate B-Dur Opus 91 (Fugue State Films; 2016)
- Viktor Kalabis: Music for Piano and Strings. Mit Francesco Carletti, Klavier, Mariana Doughty, Viola; Kaspar Zwicky, Cello (Streiffzug; 2018)
- Isang Yun: Chamber Music. Mit u. a. Markus Stange, Klavier; Walter Grimmer, Cello; Mariana Doughty, Viola; Shota Takahashi, Oboe (Capriccio; 2019)[16]